# ソラーロ
ソラーロ（伊: Solaro）は、イタリア共和国ロンバルディア州ミラノ県にある、人口約14,000人の基礎自治体（コムーネ）。

## 地理

### 位置・広がり

#### 隣接コムーネ
隣接するコムーネは以下の通り。括弧内のVAはヴァレーゼ県、MBはモンツァ・エ・ブリアンツァ県所属を示す。
- ボヴィージオ＝マシャーゴ (MB)
- カロンノ・ペルトゥゼッラ (VA)
- チェリアーノ・ラゲット (MB)
- チェザーテ
- リンビアーテ (MB)
- サロンノ (VA)

### 地震分類
イタリアの地震リスク階級 (it) では、4 に分類される
。

## 行政

### 分離集落
ソラーロには、以下の分離集落（フラツィオーネ）がある。
- Introini, Villaggio Brollo, S. Anna